# Raija Uosikkinen
Raija Liisa Uosikkinen, född 12 april 1923 i Hollola i Finland, död 15 januari 2004 i Helsingfors, var en finländsk mönsterformgivare.
Raija Uosikkinen utbildade sig i porslinsmålning på Centralskolan för konstflit i Helsingfors 1944–1947, och arbetade därefter mellan 1947 och 1986 på Arabia i Helsingfors med dekorer. En av hennes första uppgifter var att skapa mönster på Kaj Francks nya B-modell. Till dessa mönster hör Linnea, Polaris och Pellervo. Ulla Procopé formade marmeladbyttan modell "FA", till vilken Raija Uosikkinen gjorde dekoren Pomona, i produktion 1964–1971. Sotka i handmålat stengods tillverkades under åren 1968–1972.
Till hennes mest populära dekorer hör Emilia-serien bruksporslin och den av islamiska ornament påverkade serien Ali.
Raija Uosikkinen har också skapat ett stort antal olika tallrikar l samlarserien Kalevala samt dekoren på årstallrikar 1978–1983.